# Гнезненський повіт
Гнезненський повіт (пол. powiat gnieźnieński) — один з 31 земських повітів Великопольського воєводства Польщі.
Утворений 1 січня 1999 року в результаті адміністративної реформи.

## Загальні дані
Адміністративний центр — місто Гнезно.
Станом на 1.01.2008 населення становить 140 752 осіб, площа 1255,02 км².

## Демографія
Демографічні дані повіту станом на 30.06.2005:
|       | Всього  | Всього | Жінки  | Жінки | Чоловіки | Чоловіки |
| ----- | ------- | ------ | ------ | ----- | -------- | -------- |
|       | осіб    | %      | осіб   | %     | осіб     | %        |
| Повіт | 140 262 | 100    | 71 675 | 51,1  | 68 587   | 48,9     |
| Міста | 91 136  | 100    | 47 182 | 51,8  | 43 954   | 48,2     |
| Села  | 49 126  | 100    | 24 493 | 49,9  | 24 633   | 50,1     |

## Цікаві факти
- В Броварах є вулиця названа на честь цього повіту